# رونیانو
رونیانو (به ایتالیایی: Rognano) یک کومونه در ایتالیا است که در استان پاویا واقع شده‌است.

## خصوصیات
رونیانو ۹٫۲ کیلومترمربع مساحت و ۳۰۸ نفر جمعیت دارد و ۹۵ متر بالاتر از سطح دریا واقع شده‌است.